# Planetella johnsoni
Planetella johnsoni är en tvåvingeart som först beskrevs av Ephraim Porter Felt 1907.  Planetella johnsoni ingår i släktet Planetella och familjen gallmyggor. Inga underarter finns listade i Catalogue of Life.